# Тичин
Тѝчин (на полски: Tyczyn) е град в Югоизточна Полша, Подкарпатско войводство, Жешовски окръг. Административен център е на градско-селската Тичинска община. Заема площ от 9,67 км2.

## Население
Според данни от полската Централна статистическа служба, към 1 януари 2014 г. населението на града възлиза на 3 641 души. Гъстотата е 377 души/км2.